# Простір Мізнера
Про́стір Мі́знера — це абстрактний математичний простір-час, який уперше описав Чарльз Мізнер. Він також відомий як орбівид Лоренца {\displaystyle \mathbb {R} ^{1,1}/{\text{boost}}}. Це спрощена двовимірна версія простору-часу Тауба-НУТ. Він містить сингулярність без кривини і є важливим контрприкладом різним гіпотезам загальної теорії відносності.

## Метрика
Найпростішим описом простору Мізнера є розгляд двовимірного простору Мінковського з метрикою
{\displaystyle ds^{2}=-dt^{2}+dx^{2},}
з ідентифікацією кожної пари точок простору-часу постійним посиленням
{\displaystyle (t,x)\to (t\cosh(\pi )+x\sinh(\pi ),x\cosh(\pi )+t\sinh(\pi )).}
Його також можна визначити безпосередньо на циліндричному многовиді {\displaystyle \mathbb {R} \times S} з координатами {\displaystyle (t',\varphi )} за метрикою
{\displaystyle ds^{2}=-2dt'd\varphi +t'd\varphi ^{2},}
Ці дві координати пов’язані відображенням
{\displaystyle t=2{\sqrt {-t'}}\cosh \left({\frac {\varphi }{2}}\right)}
{\displaystyle x=2{\sqrt {-t'}}\sinh \left({\frac {\varphi }{2}}\right)}
і
{\displaystyle t'={\frac {1}{4}}(x^{2}-t^{2})}
{\displaystyle \phi =2\tanh ^{-1}\left({\frac {x}{t}}\right)}

## Причинність
Простір Мізнера є стандартним прикладом для вивчення причинності, оскільки він містить як замкнуті часоподібні криві, так і компактно згенерований горизонт Коші, але все ще є плоским (оскільки це просто простір Мінковського). З координатами {\displaystyle (t',\varphi )}, цикл, визначений {\displaystyle t=0,\varphi =\lambda }, з дотичним вектором {\displaystyle X=(0,1)}, має норму {\displaystyle g(X,X)=0}, що робить його замкнутою нульовою кривою. Це горизонт хронології: замкнутих часоподібних кривих немає в ділянці {\displaystyle t<0}, тоді як у ділянці {\displaystyle t>0}  кожна точка допускає замкнуту часоподібну криву, що проходить через неї.
Це пов’язано з нахилом світлових конусів, які, для {\displaystyle t<0}, залишаються над лініями сталого {\displaystyle t} але відкриваються за цією лінією для {\displaystyle t>0}, завдяки чому будь-який цикл сталого {\displaystyle t} буде замкнутою часоподібною кривою.

## Захист хронології
Простір Мізнера був першим простором-часом, де поняття хронологічного захисту було використано для квантових полів, показавши, що в напівкласичному наближенні середнє значення тензора енергії напруги для вакууму {\displaystyle \langle T_{\mu \nu }\rangle _{\Omega }} є розбіжним.